# Coco Yoshizawa
Coco Yoshizawa, född 22 september 2009, är en japansk skateboardåkare. Hon började åka skateboard som sjuåring och endast 14 år gammal vann hon guld i grenen street vid olympiska sommarspelen 2024 i Paris.